# El Líbero
El Líbero es un periódico en línea chileno fundado en 2014. Entre sus fundadores se encuentran el periodista y exeditor de Investigación y Política de El Mercurio Eduardo Sepúlveda, el ingeniero comercial Carlos Kubick, José Antonio Guzmán,el exministro de deportes Gabriel Ruiz-Tagle, y el economista Hernán Büchi.
El Líbero cuenta actualmente con 88 accionistas y es miembro de la Asociación Nacional de la Prensa (ANP),un conglomerado con 71 años de historia que cubre los principales diarios del país. Eduardo Sepúlveda, director de El Líbero, es el vicepresidente de la asociación.
A pesar de su denunciado sesgo—identificado como neoconservador por el académico Luis Navarro—, el periódico ha recibido premios por algunos de sus contenidos, como la investigación de la periodista Emily Avendañosobre los vínculos entre el conglomerado brasileño Odebrecht y el presidente de Venezuela Nicolás Maduro, lo cual fue reconocido por la Sociedad Interamericana de Prensa en 2018.
En octubre de 2017, El Líbero lanzó la Editorial Ediciones El Líbero y ha publicado varios libros sobre política y asuntos públicos. En su lista de autores se encontraba el exministro de cultura chileno Mauricio Rojas.

## Orígenes
Según Sepúlveda, el nombre del periódico está inspirado en la palabra italiana Libero, que significa "libre". Además, en entrevista con Canal 13, Sepúlveda mencionó al dios romano de la libertad, Liber, cuyo nombre hace referencia a poder moverse libremente.

## Ideología y crítica
En sus inicios, el periódico fue conocido popularmente como el "Ciper de derecha". El político de centro-izquierda Álvaro Elizalde calificó el medio como un "panfleto de la UDI", en referencia al partido de derecha Unión Demócrata Independiente.El diario La Izquierda Diario de extrema izquierda ha calificado a El Líbero de reaccionario.El Mostrador ha vinculado al diario con el expresidente Sebastián Piñera, señalando que dos de sus exministros, Gabriel Ruiz-Tagle y Cristián Larroulet, se encuentran entre los propietarios del diario.Después de que Piñera llegó al poder por segunda vez, miembros de su gobierno, como Mario Desbordes, criticaron la influencia que tuvo Larroulet sobre El Líbero al intentar ejercer presión sobre el presidente para que implementara políticas libertarias.

## Columnistas notables
- José Miguel Insulza
- Axel Kaiser
- Luis Larraín
- Carlos Alberto Montaner
- José Rodríguez Elizondo
- Alejandro San Francisco
- José Antonio Viera-Gallo